# Tommy Doyle (Fußballspieler, 2001)
Thomas Glyn „Tommy“ Doyle (* 17. Oktober 2001 in Manchester) ist ein englischer Fußballspieler. Der zentrale Mittelfeldspieler steht bei den Wolverhampton Wanderers unter Vertrag.

## Familie
Tommy Doyle ist der Enkel von Mike Doyle (väterlicherseits, 1946–2011) und Glyn Pardoe (mütterlicherseits, 1946–2020), die beide Vereinslegenden von Manchester City sind.

## Karriere

### Im Verein
Doyle wurde in Manchester geboren und begann im Alter von 4 Jahren in Sandbach bei Sandbach United mit dem Fußballspielen, ehe er im Alter von 8 Jahren in die Jugend von Manchester City wechselte. Dort durchlief er fortan alle Jugendmannschaften und spielte u. a. in den Spielzeiten 2017/18 sowie 2019/20 mit den A-Junioren (U19) in der UEFA Youth League. 2020 gewann er mit der U18 den FA Youth Cup. Im Februar 2018 kam der 16-Jährige erstmals für die U23 zum Einsatz. In den Spielzeiten 2018/19, 2019/20 und 2020/21 kam Doyle – neben Einsätzen in der U18 und U19 – regelmäßig in der U23 zum Einsatz. Im Oktober 2019 debütierte der zentrale Mittelfeldspieler unter dem Cheftrainer Pep Guardiola kurz nach seinem 18. Geburtstag in der Profimannschaft, als er bei einem 3:1-Sieg gegen den FC Southampton im Achtelfinale des EFL Cup in der Startelf stand und somit zum Titelgewinn beitrug. Bis zum Saisonende folgten bei den Profis jeweils ein Einsatz als Einwechselspieler im FA Cup und in der Premier League. In der Saison 2020/21, während der er seinen Vertrag bis zum 30. Juni 2025 verlängerte, kam Doyle für die Profis zu einem Einsatz im EFL Cup, den er somit zum zweiten Mal gewann, 2 Einsätzen im FA Cup und einem Einsatz in der Champions League. In der Premier League stand er zwar einige Male im Spieltagskader, wurde aber nicht eingewechselt.
Ende August 2021 wechselte Doyle am letzten Tag der Transferperiode bis zum Ende der Saison 2021/22 auf Leihbasis in die 2. Bundesliga zum Hamburger SV. Bis zur Winterpause konnte sich Doyle unter Tim Walter nicht durchsetzen. Im zentralen Mittelfeld wurden ihm Sonny Kittel, Ludovit Reis, Anssi Suhonen und David Kinsombi vorgezogen. Der Engländer hatte als Einwechselspieler zwar zwei spielentscheidende Szenen, als er am 9. Spieltag gegen den FC Erzgebirge Aue in der Nachspielzeit den 1:1-Ausgleichstreffer vorbereitete und am 11. Spieltag ebenfalls in der Nachspielzeit den 2:1-Siegtreffer gegen den SC Paderborn 07 erzielte, konnte sich jedoch nicht für die Startelf empfehlen. Nach 6 Einwechslungen in der Liga und einem Startelfeinsatz im DFB-Pokal wurde er bei den letzten 4 Spielen vor der Winterpause gar nicht mehr eingewechselt. Walter äußerte: „Der Junge hat Potenzial, das hat man auch teilweise gesehen. Aber es geht auch darum, an Dingen zu arbeiten, die man vielleicht nicht so gut kann – und dass man nicht denkt, dass man sie schon kann. Einige Dinge wurden nicht so angenommen. (...) Es hängt mit Sicherheit damit zusammen, dass er von Manchester City kommt. Dann ist es schwierig, Dinge anzusprechen und reinzugeben, wenn der Spieler es nicht will.“ Doyle bat daher in der Winterpause, die Leihe beenden zu können. Der HSV stimmte dem zu, weshalb er zum Trainingsauftakt Ende Dezember 2021 nicht aus seinem Heimaturlaub nach Hamburg zurückkehrte. Da England während der COVID-19-Pandemie zu diesem Zeitpunkt als Risikogebiet galt, hätte sich Doyle bei einer Einreise nach Deutschland in eine 14-tägige häusliche Quarantäne begeben müssen.
Am 20. Januar 2022 lösten der HSV und Doyle, der nicht mehr nach Hamburg zurückgekehrt war, den Leihvertrag auf und er wechselte bis zum Saisonende – ebenfalls auf Leihbasis – in die EFL Championship zu Cardiff City. In Wales kam er unter dem Cheftrainer Steve Morison dann besser zurecht. In 19 Ligaeinsätzen stand Doyle 17-mal in der Startelf und erzielte 2 Tore.
Zur Saison 2022/23 wechselte der 20-Jährige innerhalb der Championship für ein Jahr auf Leihbasis zu Sheffield United. Er kam unter Paul Heckingbottom in 33 Spielen (21-mal in der Startelf) zum Einsatz und erzielte 3 Tore. Die Mannschaft stieg am Saisonende als Vizemeister in die Premier League auf.
Im Sommer 2023 kehrte Doyle zunächst zu Manchester City zurück. Am 1. September 2023 wechselte er bis zum Ende der Saison 2023/24 auf Leihbasis mit Kaufoption innerhalb der Premier League zu den Wolverhampton Wanderers. Zur Saison 2024/25 aktivieren die Wolves die Kaufoption und statten Doyle mit einem Vertrag bis zum 30. Juni 2028 aus.

### In der Nationalmannschaft
Doyle spielte von November 2017 bis Mai 2018 9-mal für die englische U17-Nationalmannschaft. Drei dieser Einsätze waren bei der U17-Europameisterschaft 2018, bei der er 2 Tore erzielte. Zwischen März und Mai 2019 folgten 7 Einsätze (2 Tore) in der U18. Von September bis November 2019 lief Doyle 5-mal (2 Tore) in der U19 auf. Im Oktober 2020 war er einmal für die U20 im Einsatz.
Im September 2021 debütierte der 19-Jährige unter Lee Carsley im Rahmen der Qualifikations zur U21-Europameisterschaft 2023 in der U21-Nationalmannschaft. Bis zur U21-EM 2023 absolvierte Doyle 10 Spiele. Bei der Endrunde kam er im Halbfinale und Finale, in dem sich die Engländer gegen Spanien den Titel sicherten, jeweils als Einwechselspieler zum Einsatz. Anschließend war er aufgrund seines Alters nicht mehr für die U21 spielberechtigt.

## Erfolge
Verein
- Aufstieg in die Premier League: 2023
- Englischer Ligapokalsieger: 2020, 2021
- Englischer A-Junioren-Pokalsieger: 2020

Nationalmannschaft
- U21-Europameister: 2023